# Santo Tomás (La Unión)
Santo Tomás  (Bayan ng Santo Tomas) es un municipio filipino de cuarta categoría, situado en la isla de Luzón y perteneciente a la provincia de La Unión en la Región Administrativa de Ilocos, también denominada Región I.

## Barangays
Santo Tomás se divide, a los efectos administrativos, en 24  barangayes o barrios, conforme a la siguiente relación:
| - Ambitacay - Bail - Balaoc - Balsaan - Baybay - Cabaruan | - Casantaan - Casilagan - Cupang - Damortis - Fernando - Linong | - Lomboy - Malabago - Namboongan - Namonitan - Narvacan - Patac | - Población - Pongpong - Raois - Tubod - Tococ - Ubagan |  |

## Historia
El municipio fue creado el año de 1764 en terrenos segregados del término de Mangaldan adoptando el nombre de Santo Tomás, en honor de su primer patrón, Santo Tomás de Aquino.
Su primer Gobernadorcillo fue Lorenzo de los Reyes, natural del lugar.
Las autoridades españolas, descontentas con la administración del lugar, suprimen la alcaldía, fusionando este municipio con el de Agoo.
Tras casi 21 años de fusión, Domingo Carpio, natural de esta ciudad, inició el movimiento de la secesión de Santo Tomas de Agoo, recuperando la independencia en 1785, siendo nombrado Gobernadorcillo Domingo Carpio, bajo cuyo mandato Santo Tomás vive años de prosperidad.
En 1843, el título Gobernadorcillo fue cambiado por el de Capitán, siendo Antonio Bernal el primer capitán, siendo Sixto Zandueta, en 1899, la última persona en desempeñar el cargo.
Durante la ocupación estadounidense cambia el nombre de Kapitán por el Presidente Municipal cargo para el que fue designado Bruno Pacho quien lo ocupa hasta 1901. Varios sucesores fueron designados siendo Eusebio Tabora el último.

## Virgen del Mar Cautiva

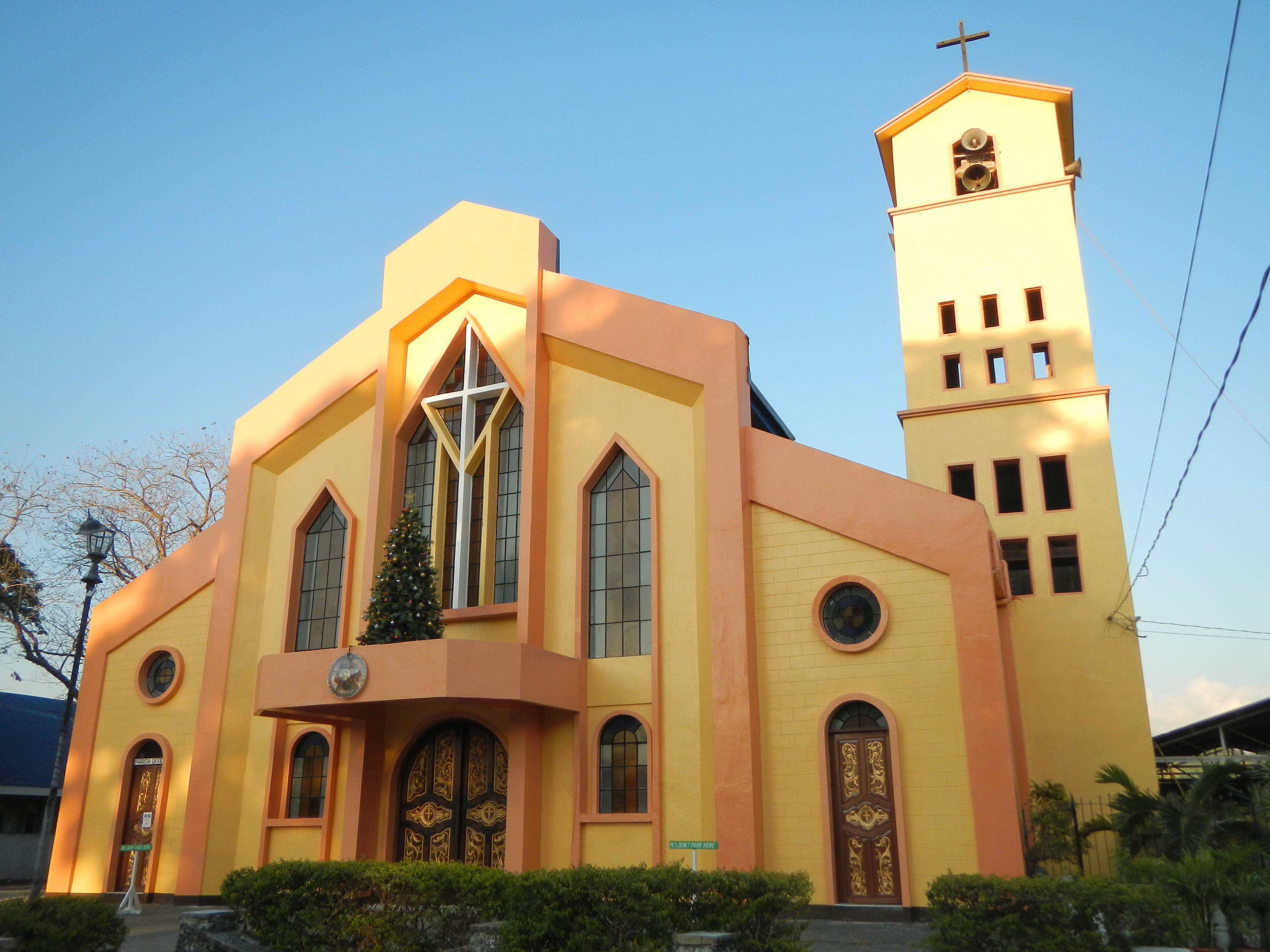
Parroquia de Nuestra Señora del Mar Cautiva.

Los indígenas son profundamente religiosos, como lo demuestra su devoción a la Señora Virgen del Mar Cautiva, patrona de los pescadores cuya fiesta se celebra todos los años el día 26 de abril.
Su imagen se venera en la iglesia parroquial católica bajo la advocación de los Santos Ángeles Custodios.
En Bolinao los piratas moros de Joló se apoderaron de la "Matutina", arrojando las 3 cajas que contenían imágenes al mar, tras cortar el brazo izquierdo de la Virgen María.